# Giano dell'Umbria
Giano dell'Umbria är en ort och kommun i provinsen Perugia i regionen Umbrien i Italien. Kommunen hade 3 858 invånare (2018).